# 下条康麿
下条 康麿（下條 康麿、しもじょう やすまろ、1885年（明治18年）1月20日 - 1966年（昭和41年）4月25日）は、日本の政治家、内務官僚、統計学および社会学者。貴族院議員、参議院議員（2期）、文部大臣（第65代）。
厚生大臣を務めた下条進一郎は長男、衆議院議員の下条みつは孫にあたる。

## 来歴・人物
長野県東筑摩郡松本生まれ。旧松本藩御典医（120石、贈従五位）下条通春の孫にして医師下条鋼吉の二男。
府立一中、第一高等学校を経て、1909年（明治42年） 東京帝国大学法科大学政治学科を卒業後、内務省入省。
最初の見習い期間は警保局の属であった。地方行政に携わり、佐賀県学務課長を経て、1912年（大正元年） 内閣書記官に就任する。後に参議院議長を務めた河井彌八はこのときの同僚である。その後、内務省に戻り、統計局で勤務。
1923年（大正12年） 内閣恩給局長、翌1924年（大正13年） 内閣統計局長を兼務し、1925年（大正14年） 第二回国勢調査を実施、関東大震災後の国勢調査に当たる。日本の人口増加など人口問題に関心を持った下条は、勤務の傍らに大学で統計学と人口問題を研究し、社会政策に研究が及んだ。下条の研究は、論文「日本社会政策的施策史」としてまとめられ、1931年（昭和6年） 経済学博士号を授与された。
1929年（昭和4年） 濱口雄幸内閣の賞勲局総裁に抜擢される。当時の賞勲局は、下条の前任者である天岡直嘉にからむ売勲事件があり、汚職事件によって評判が地に堕ちていた。下条は、1940年（昭和15年）まで足掛け11年にわたり、賞勲局総裁を務め、厳正かつ公正に職務を全うし、同局の建て直しに尽力した。賞勲局総裁を辞した後、功績により、1940年12月3日、貴族院議員に勅選される。戦時中も東京大学で統計学の研究を続け、1944年（昭和19年） 日本大学に教授として招聘され、統計学や社会政策論の講義をする。
戦後、日本国憲法により貴族院が廃止され、新たに参議院が発足すると1947年（昭和22年）第1回参議院議員通常選挙に全国区から立候補し当選する。下条は同じ無所属で当選した河井彌八、松平恒雄、佐藤尚武、田中耕太郎、高橋龍太郎、山本有三らと語らって緑風会を結成する。1948年（昭和23年） 第2次吉田内閣の文部大臣に就任するが、翌1949年（昭和24年） 法隆寺金堂焼失に伴い、引責辞任する。
また、1946年（昭和21年）10月5日、大陸同胞救援聯合会会長に就任し、葫芦島在留日本人大送還などの在満邦人の帰国事業に助力する。
大臣辞任後、下条は、郡山女子短期大学の学長に迎えられ、この間、統計学、社会政策研究も怠ることなく、日本統計学会会長、日本人口学会初代会長、日本家族計画連盟会長にも就任している。また、農地改革によって没落した旧地主層に対する補償を求め、全国解放農地国家補償連合会長にも押された（のち同様の他団体と合同して全国農地解放者同盟）。八大龍王大自然愛信教団顧問にも就任している。1956年（昭和31年）よりふたたび参議院議員（1期6年）。
1966年（昭和41年）4月25日死去。81歳。死没日をもって正三位から従二位に叙される。墓所は豊島区駒込の染井霊園。
著書に「社会政策の理論と施設」「日本社会政策的施設史」がある。

## 栄典
- 1916年（大正5年）1月19日 - 勲五等瑞宝章[8]
- 1921年（大正10年）7月1日 - 第一回国勢調査記念章[9]
- 1940年（昭和15年）8月15日 - 紀元二千六百年祝典記念章[10]
- 1964年（昭和39年）11月4日 - 銀杯一組[11]。
- 1966年（昭和41年）4月25日 - 従二位

## 家族・親族
猪野三郎監修『第十版 大衆人事録』（昭和9年）シ六七頁によれば、
- 妻・榮（岐阜県、上松泰造二女）
- 男・進一郎
- 長女・八重子
- 二女・愛子
- 三女・朝子
- 四女・達子

## 系譜
下條家（長野県下伊那郡下條村、松本市）
祖父・通春は松本藩の御典医、父・鋼吉は医師。
```
通春━━鋼吉━━康麿━━進一郎━━みつ

```